# Sal (sziget)
Sal (portugálul: Ilha do Sal) egy sziget a Zöld-foki Köztársaságban.
Az északi, Barlavento szigetcsoport része. Legközelebbi szomszédja a Boa Vista sziget mintegy 50 km-re délre.
A sziget egyetlen közigazgatási körzetet alkot, a Sal önkormányzatot.
Nevét a Pedra de Lume falunál található sóbányáról kapta.

## Földrajz

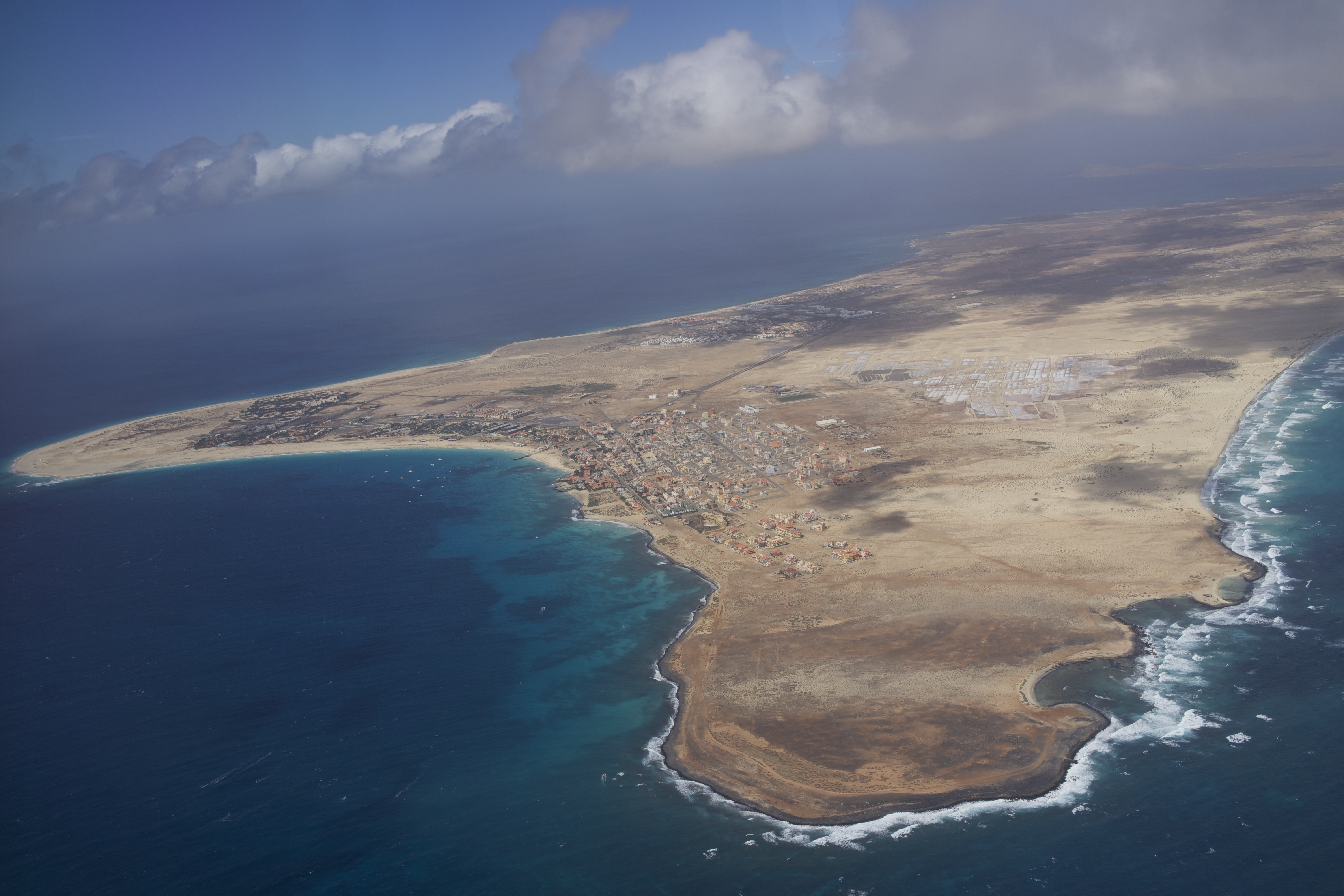
Sal

A vulkanikus eredetű Sal, a maga 216 km² területével az ország egyik legkisebb lakott szigete, a szigetcsoport északkeleti szélén.
Sal a szigetcsoport legrégibb tagja, melyet egy vulkán hozott létre kb. 50 millió évvel ezelőtt. Északi részét sziklák borítják, míg délen fehér homokos strandok, dűnék és elhagyott sóbányák találhatók.
Pedra de Lume egy lenyűgöző tökéletes kör alakú kaldera, mely ma már turisztikai cél.

### Klíma
A sziget a föld egyik legszárazabb helye és állandó, erős északkeleti szél fúj. A levegő hőmérséklete viszont egész éven át csak kevéssé változik; nincs hideg évszak.
Kevés csapadék csak augusztustól október közepéig hull. A tengervíz hőmérséklete januárban 23 fok körül alakul.
| Hónap | Jan. | Feb. | Már. | Ápr. | Máj. | Jún. | Júl. | Aug. | Szep. | Okt. | Nov. | Dec. | Év   |
| --- | ---- | ---- | ---- | ---- | ---- | ---- | ---- | ---- | ----- | ---- | ---- | ---- | ---- |
| Rekord max. hőmérséklet (°C)                                                                                            | 32,0 | 30,0 | 33,0 | 33,0 | 33,0 | 34,0 | 33,0 | 33,0 | 38,0  | 34,0 | 33,0 | 30,0 | 38,0 |
| Átlagos max. hőmérséklet (°C)                                                                                           | 24,8 | 25,0 | 25,3 | 25,6 | 26,1 | 27,0 | 27,9 | 29,5 | 30,1  | 29,5 | 28,1 | 26,1 | 27,1 |
| Átlagos min. hőmérséklet (°C)                                                                                           | 18,9 | 18,5 | 18,7 | 19,3 | 20,2 | 21,3 | 22,5 | 23,8 | 24,4  | 23,6 | 22,0 | 20,3 | 21,1 |
| Rekord min. hőmérséklet (°C)                                                                                            | 12,0 | 10,0 | 12,0 | 15,0 | 15,0 | 15,0 | 17,0 | 20,0 | 20,0  | 19,0 | 17,0 | 16,0 | 10,0 |
| Átl. csapadékmennyiség (mm)                                                                                             | 7    | 2    | 1    | 1    | 1    | 0    | 1    | 14   | 28    | 11   | 2    | 3    | 71   |
| Havi napsütéses órák száma                                                                                              | 183  | 175  | 202  | 216  | 205  | 174  | 149  | 161  | 180   | 198  | 189  | 155  | 2187 |
| Forrás: Instituto Nacional de Meteorologia e Geofísica ; Deutscher Wetterdienst (extremes, precipitation days, and sun) |      |      |      |      |      |      |      |      |       |      |      |      |      |

## Történelem
A sziget 1460 december 3-án fedezte fel Antonio da Noli és Llanának nevezte el.
Korai lakosai rabszolgák voltak, akik extenzív szarvasmarha-tenyésztést folytattak, majd a 17. században szabad telepesek sókitermelésbe kezdtek.
A 19. században nagy sóbánya nyílt a Pedra de Lume kráterben, mely a sziget nevét is adta.

## Gazdaság

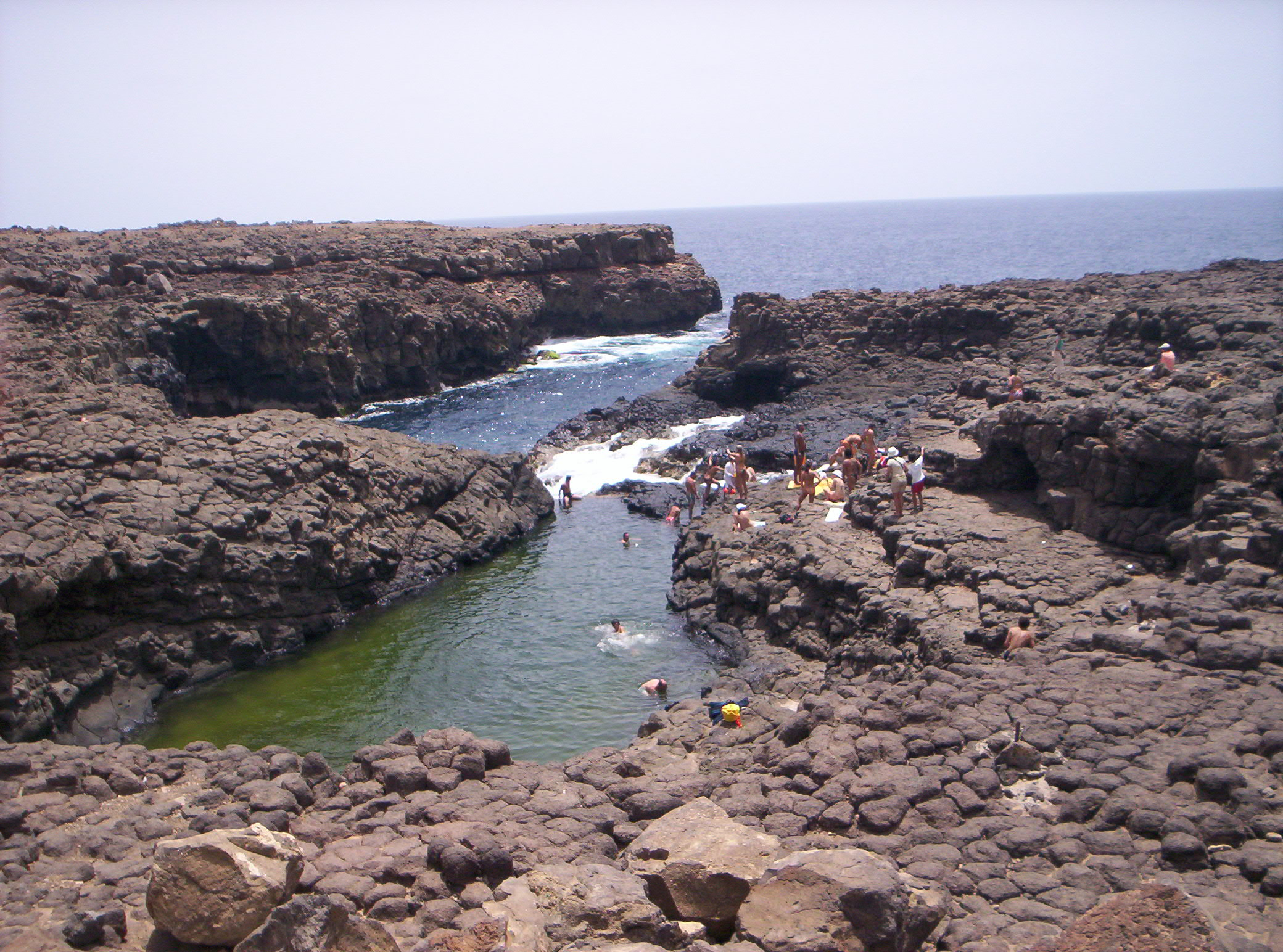
Buracona

Sal közigazgatási központja Vila dos Espargos mintegy 8000 lakossal, otthont ad az ország egyik nemzetközi repülőterének. Turisztikai centrum Santa Maria a sziget déli részén.
A gazdaság ma már a turizmuson alapul (összegben 50%-a a szigetcsoport idegenforgalmának), tengerparti üdülőhely. Sal kedvelt a szörfösök, búvárok és az úszók között.
A sókitermelés és a halászat háttérbe szorult. A sziget életszínvonala messze meghaladja az országos átlagot.

### Közlekedés
Repülőtere: az Amilcar Cabral Nemzetközi repülőtér a Zöld-foki Köztársaság legnagyobb repülőtere.
A South African Airways gépei az európai és észak-amerikai útvonalakon ezt a repülőteret használták üzemanyagtöltő bázisként, miután az Afrikai országok megtagadták tőle az átrepülést területük fölött. Később, a járatok a szigeten váltottak személyzetet is.

## Fordítás
- Ez a szócikk részben vagy egészben  a   Sal, Cape Verde című angol Wikipédia-szócikk fordításán alapul.  Az eredeti cikk szerkesztőit annak laptörténete sorolja fel. Ez a jelzés csupán a megfogalmazás eredetét és a szerzői jogokat jelzi, nem szolgál a cikkben szereplő információk forrásmegjelöléseként.